# Raeburn Place
Raeburn Place – stadion sportowy przeznaczony do rozgrywania spotkań rugby union, położony w Edynburgu, w dzielnicy Stockbridge, oddany do użytku w roku 1854.
Jest domowym obiektem Edinburgh Academical Football Club. Teren, należący wcześniej do Henry'ego Raeburna, został zakupiony przez członków klubu w roku 1853 za ponad 53 funty, zaś pierwszy mecz odbył się 17 maja 1854 roku.
Na Raeburn Place 27 marca 1871 roku został rozegrany pierwszy w historii międzynarodowy mecz rugby, w którym zmierzyły się Szkocja i Anglia. Pełnił rolę domowego stadionu szkockiej reprezentacji przez kolejne dwadzieścia pięć lat, kiedy to klub odmówił jego udostępniania, przez co Scottish Rugby Union zakupił teren, na którym powstał Inverleith. Był także areną pierwszego spotkania o Calcutta Cup 10 marca 1897 roku.
Odbył się na nim finał Pucharu Świata w Rugby Kobiet 1999, a także część spotkań Mistrzostw Świata U-21 2004.